# День общественного достояния
«День общественного достояния» (англ. Public Domain Day) — международный неофициальный праздник, отмечаемый ежегодно 1 января, начиная с 2004 года.
Праздник и его дата связаны с тем, что согласно законодательству многих стран, в первый день каждого нового года в общественное достояние переходят произведения, период действия авторских прав на которые истекает к этой дате. Заметным исключением являлись США, где никакие опубликованные работы не переходили в общественное достояние до 2019 года (в связи с особенностями течения сроков охраны и ретроактивным восстановлением срока охраны зарубежных произведений в 1996 году).

Логотип Дня общественного достояния 2024

Первые упоминания о празднике относятся к 2004 году и связаны с именем канадского активиста Уоллеса Маклина (англ. Wallace McLean), идею которого поддержал профессор права, основатель некоммерческой организации Creative Commons, Лоуренс Лессиг.
Позже праздник был поддержан другими активистами, некоммерческими организациями и интернет-проектами.
C 1 января 2010 года на сайте Дня общественного достояния публикуется список авторов, чьи работы переходят в общественное достояние в этом году.
В январе 2011 года некоммерческая организация The Open Knowledge Foundation запустила онлайн-журнал The Public Domain Review (с англ. — «Обзор общественного достояния»), составляющий аналогичный обзор.
В 2012 году этот день отмечали в Польше, Швейцарии, Израиле, Македонии, Италии, Франции.
В последующие годы мероприятия, посвященные Дню общественного достояния, были организованы COMMUNIA, которая также поддерживала (ныне несуществующий) веб-сайт publicdomainday.org.